# DX Cancri
DX Cancri è una stella vicina alla Terra, piccola e poco luminosa, nella costellazione del Cancro. Il nome DX Cancri si riferisce alla sua denominazione di stella variabile; è infatti una stella a brillamento soggetta a brevi e imprevedibili eruzioni che causano aumenti di luminosità fino a cinque volte la sua luminosità iniziale.
La stella, individuata da Willem Jacob Luyten, è localizzata a 11,82 anni luce dal Sole, a nord-est dell'ammasso del Presepe (M44 nel Catalogo di Messier).

## Caratteristiche
Nonostante la vicinanza DX Cancri è troppo debole per poter essere osservata ad occhio nudo. Si tratta infatti di una fredda e piccola nana rossa di classe spettrale M6.5Ve e con una temperatura superficiale di appena 2840 K. Possiede solo l'8,7% dell massa solare, l'11% del suo diametro e circa 1,3×10−5 della sua luminosità. La sua massa è di poco superiore a quella necessaria per un corpo celeste perché possa fondere all'interno del suo nucleo lidrogeno in elio ed essere una stella vera e propria, piuttosto che una nana bruna.
La stella più vicina a DX Cancri è Procione, che a 5 anni luce di distanza brillerebbe di magnitudine −1,43 superando in luminosità Sirio, che a 9 anni luce sarebbe un po' meno luminoso che visto dalla Terra.

## Abitabilità
Un pianeta per essere nella zona abitabile dovrebbe trovarsi a solo 0,04 au dalla stella. A quella distanza probabilmente avrebbe una rotazione sincrona presentando un emisfero sempre rivolto alla stella ed uno sempre in ombra. Inoltre la luce emanata da DX Cancri sarebbe così rossa da rendere difficile la fotosintesi clorofilliana delle piante di tipo terrestre, rendendo impossibile la vita così come la conosciamo.